# Вознесенский (Ростовская область)
Вознесе́нский — хутор в Морозовском районе Ростовской области.
Административный центр Вознесенского сельского поселения.

## География
Хутор находится недалеко от автомобильной трассы М21.

## История
Во время Великой Отечественной войны хутор был занят немцами.

## Население
| 2010 |
| ---- |
| 606  |

## Улицы
| - ул. Вишнёвая, - ул. Вознесенская, - ул. Заречная, - ул. Кольцевая, | - ул. Молодёжная, - ул. Привокзальная, - ул. Степная, - ул. Строителей, | - ул. Центральная, - ул. Школьная, - пер. Южный. |